# The Checkers (ресторан)
52°33′38″ пн. ш. 3°08′52″ зх. д. / 52.560499° пн. ш. 3.147873° зх. д.
«Чекерз» (англ. The Checkers) — це ресторан з кімнатами в Монтгомері, штат Повіс, Уельс. Історично будівля використовувалась як постоялий двір, починая з 17 століття. До 2000-х років він використовувався як паб / готель . У 2012 році він був перетворений на французький ресторан, а пізніше, того ж року, під керівництвом шеф-кухаря Стефана Борі він був удостоєний зіркою Мішлен ..У ресторані є два основних зали та три готельних номери. Він отримав неоднозначну оцінку критиків, які високо оцінювали страви, але критикували атмосферу. Тут подають як сучасні, так і класичні французькі страви, а в 2016 році перейшли на використання лише комплексних меню. У 2018 році «The Checkers» відмовилися від своєї зірки Мішлен і відкрили ресторан для сніданків та обідів, перейменований у «Checkers Pantry».

## Зміст
Ресторан знаходиться на вулиці Broad Street у місті Монтгомері, штат Повіс неподалік від замку Монтгомері . У ресторані є окрема їдальня та бар / лаунж-зона. Їдальня має низько звисаючі балки та відкритий цегляний камін, навколо розміщені дивани Лори Ешлі . Каштанова дерев'яна підлога ресторану була створена з поваленого дерева на сімейній фермі Френсіса. Тут є зал для обслуговування до 40 відвідувачів, в якому працює 12 співробітників. Є три номери з ванними кімнатами, доступні для оренди на готельній основі.

### Меню
У меню використовуються місцево вирощені продукти з Повісу та Шропширу і являє собою поєднання класичної та сучасної французької кухні із сезонними змінами. Серед страв є свиняча грудинка із «Neuadd Fach Baconry», яку подають у власному соку з яблучним мусселіном та грушею . Основна страва з морських продуктів, яка подається в консоме та пюре з брюссельської капусти . Інші французькі страви включають французький цибулевий суп і сирне суфле . До поданих десертів входять тюбик з нугою, наповнений білим шоколадом і мусом з маракуї, та тріо лимонних горщиків.
На початку 2016 року замовлення окремих страв з меню(англ. a la carte) було зупинено, а ресторан перейшов на обслуговування лише комплексних меню. Це було пов'язано з бажанням зменшити кількість харчових відходів, що виробляються в ресторані, та персонал сподівався, що в результаті змін може зменшитися наполовину. Дитяче меню складається з менших частин головного меню.

## Історія
Датується будинок 17 століттям і спочатку використовувався як постоялий двір. Посилання на Checkers Inn в Монтгомері в архівах британських газет з'явилися ще в 1855 році, коли у великому залі повинен був відбутися щорічний бал Ребекки Девіс. У 1870 році корчмою керував Чарльз Вільямс. На початку 2000-х будівля експлуатувалася як готель і паб. з Еріком Віттінгемом як поміщика.
Головний шеф-кухар Стефан Борі протягом семи років навчався разом із Мішелем Ру в ресторані «The Waterside Inn», що має три зірки Мішлен у місті Брей, штат Беркшир, де він познайомився з кондитеркою Сарою Френсіс. У 2008 році Борі та Френсіс керували «Herbert Arms» поблизу Монтгомері, а сестра Сари Кетрін керувала обслуговуванням будинку. Тріо набуло «The Checkers» у березні 2011 року, відремонтувавши колишній паб під ресторан. Вони високо оцінили клієнтську базу, яка слідувала за ними від Herbert Arms до нового підприємства.
Ресторан нагородили зіркою Мішлен за 2012рік .Список був оголошений у жовтні 2011 року, та лише через сім місяців після відкриття ресторану. Борі прокоментував: «Я дуже здивований, але це, очевидно, робота в команді, ми насправді нічого не очікували, тому що працюємо в бізнесі зовсім невеликий проміжок часу». Слідом за зіркою, Борі збільшив кількість кухонного персоналу з трьох до шести.
Однак у 2018 році власники ресторану вирішили відійти від своєї зірки Мішлен та відкрити ресторан, в якому будуть подавати лише сніданок і обід, але не вечерю. Вони були знову відкриті як Checkers Pantry у середині листопада 2018 р.

## Прийом
Ніл Томас відвідав ресторан незабаром після того, як його нагородили зіркою Мішлен. Він дав йому оцінку п'ять із п'яти у своєму огляді для «Шропширської зірки»(англ. Shropshire Star). Він похвалив сирне суфле «Cerwyn» та закуски з фазанових пітвієрів, а також три основні страви; страва зі смаженої качки, свиняче черево та страва з оленини . Приблизно в той же час Саллі Вільямс, яка також високо оцінила суфле, написала відгук про ресторан для Western Mail. Вона прокоментувала, що атмосфера «комфортна» та нагадує домашню. У 2013 році ресторан був визнаний другим з найкращих в Уельсі, після The Walnut Tree в Абергавенні, у списку Sunday Times 100 найкращих ресторанів Великої Британії.
Метью Норман на початку 2014 року після візиту до ресторану дав йому три з половиною зірки з п'яти для The Daily Telegraph . Високо він оцінив суфле та французький цибулевий суп, але морську рибу назвав «позбавленою смаку». Страва зі свинини на череві була описана його колегою як «чудове, занадто ніжне порося». Норман дійшов висновку, що ресторан — це «спритна дія», але «характер, бадьорість і веселість були забуті на вівтарі задоволення інспекції».